# Den okände soldatens grav (Lima)

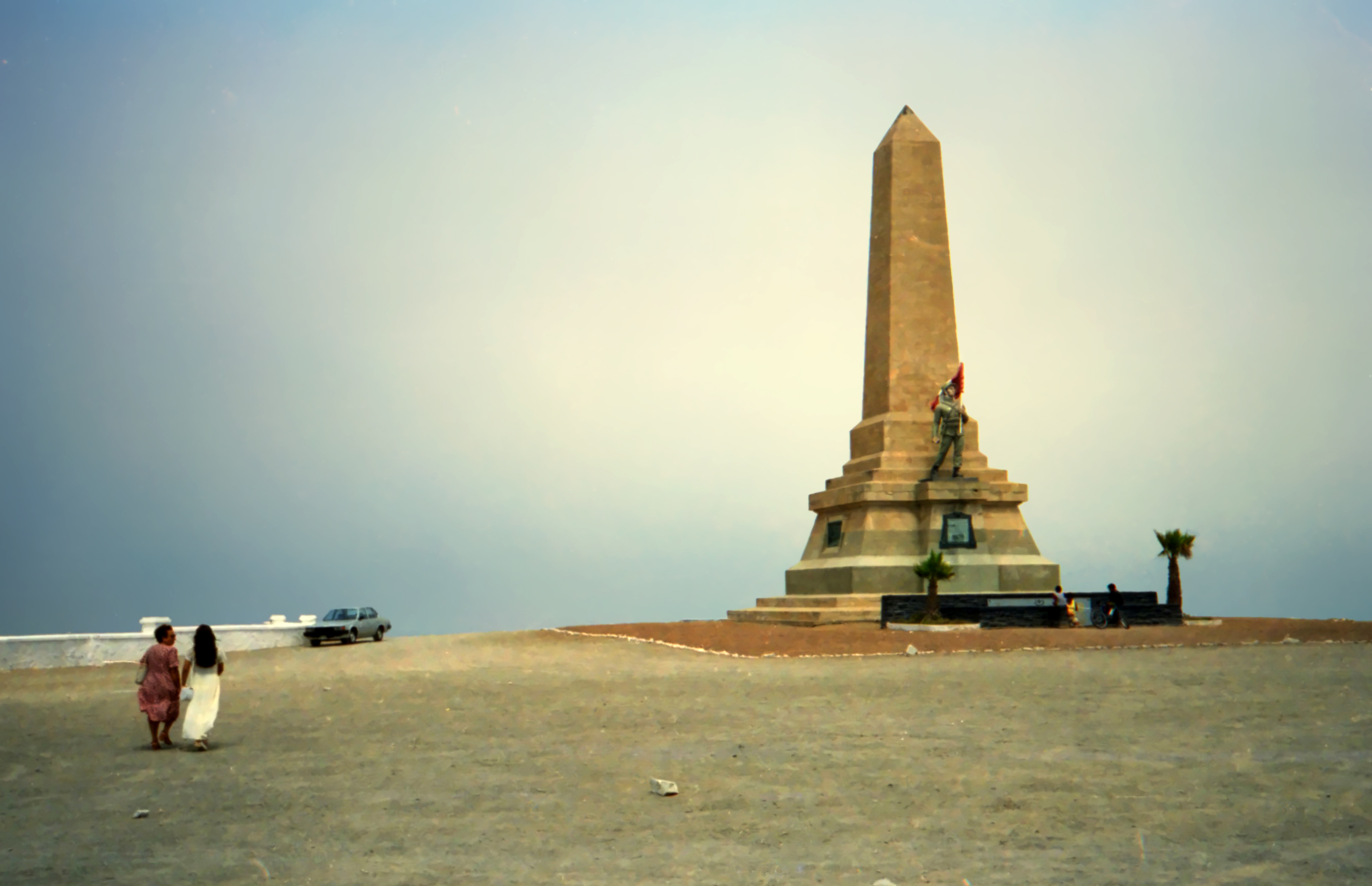
Monument över den okände soldaten.

Den okände soldatens grav (spanska: Monumento al soldado desconocido) är ett minnesmärke som är placerat på en avsats på norra sidan av Morro Solar i Chorrillos, i Lima, Peru.

## Beskrivning
Det är ett monument i form av en obelisk med en skulptur som föreställer en anonym soldat till minne av de som dog i strid under Slaget vid San Juan och Chorrillos den 13 januari 1881, under Stillahavskrigen. I slaget drabbade chilenska armén och peruanska armén samman.

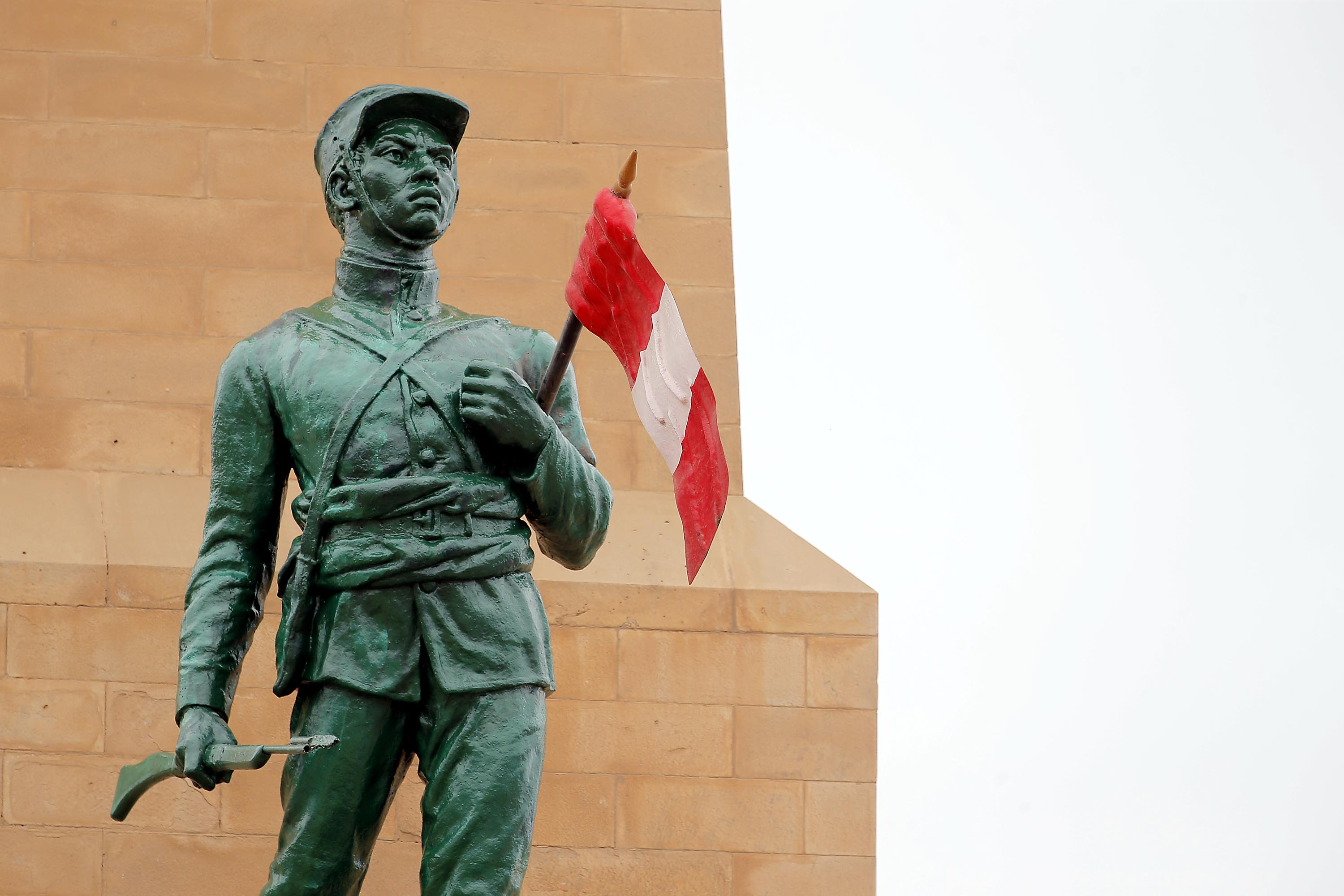
Detalj av skulpturen.

Monumentet byggdes under president Augusto Leguías regering, som en del av ett urbant program för att modernisera staden. President Leguía deltog i invigningen den 27 juli 1922.
Den har tre bronsplaketter gjorda av den peruanske skulptören Luis Felipe Agurto som visar striderna i Miraflores, Chorrillos och i själva Morro Solar.